# Modole
Modole, także: Madole, Tobelo-Modole  – indonezyjska grupa etniczna z wyspy Halmahera w prowincji Moluki Północne, zamieszkująca region Kao (Kau), jedna z kilku lokalnych grup ludności (obok Pagu, Tobelo Boeng i Toliliko wraz z Kao Islam). Wielka Encyklopedia Rosyjska podaje, że ich populacja wynosi 3 tys. osób. Obszar grupy etnicznej Modole znajduje się w obrębie kecamatanu Kao Barat. Poza Kao zamieszkują inne zakątki Halmahery. Należą do grupy ludów północnohalmaherskich (niebędących ludnością austronezyjską).
Posługują się własnym językiem modole. W niektórych wsiach stwierdzono zanik jego użycia (miejscowy malajski wypiera rodzime języki regionu). Są spokrewnieni z ludem Tobelo. Bywają podciągani pod pojęcie Togutil, ale sami nie identyfikują się z tą nazwą.
W odróżnieniu od innych społeczności Halmahery jeszcze pod koniec XX w. pewne grupy Modole utrzymywały tradycyjny styl życia, opierając się wpływom zewnętrznym. Według danych z tego okresu Modole żyją w wioskach składających się z 10–20 domów, w których mieszkają po 3–4 osoby. Odnotowano praktykę kazirodztwa w obrębie poszczególnych wsi. Osoby spoza najbliższych kręgów są uznawane za obce, podobnie jak członkowie innych grup etnicznych.
Ludność Modole zamieszkująca rejon zatoki Buli i miejscowości Maba uchodzi za nieprzyjaźnie nastawioną do obcych. Z kolei grupa Modole z rejonu rzeki Tayawi (Kali Tayawi) utrzymuje kontakty z pobliską ludnością i prowadzi handel. Oficjalnie wszyscy mieszkańcy Tayawi są zarejestrowani jako wyznawcy protestantyzmu.
Modole uprawiają ryż suchy, słodkie ziemniaki, kukurydzę i maniok; część innych upraw (palma kokosowa, kakao, sago, banany) przeznaczona jest na sprzedaż. Mają rozwiniętą medycynę tradycyjną.